# Александер фон Папенхайм (1530 – 1612)
Александер фон Папенхайм, наричан също Александер II фон Папенхайм (на немски: Alexander von Pappenheim; Alexander II von Pappenheim; * 17 май 1530, Грьоненбах; † 1612, Грьоненбах) е от линията на наследствените имперски маршали Папенхайм-Грьоненбах и императорски съветник. Той защитава католицизма в Бад Грьоненбах против станалия калвинст братовчед Филип фон Папенхайм.

## Биография
Той е син на маршал Хайнрих Буркхард фон Папенхайм († 1547) и съпругата му Анна фон Хюрнхайм († 1567), дъщеря на Валтер фон Хюрнхайм-Хохалтинген († 1520) и Доротея фон Велден († 1561). Брат е на Хайнрих XIII († 1590), Барбара фон Папенхайм († 1606), омъжена за (Габриел) Дионис фон Шеленберг (1521 – 1586).
Александер II е евангелист и става католик за разлика от брат му Хайнрих, който е привърженик на евангеската религия и след смъртта на маршал Кристоф фон Папенхайм от линията Алесхайм поема през 1562 г. сеньората на род Папенхайм и няма наследник.
Александер II посещава университетите във Фрайбург, Инголщат и Льовен. Заедно с брат си Хайнрих XIII той пътува през Фландрия, Холандия и Зеландия. При избухването на Шмалкалденската война Александер II е в Англия, вероятно в Оксфорд.
През 1547 г. той участва при погребението на крал Франсоа I в Париж и се връща обратно в Брюксел. След това придружава Карл V в пътуването му в Нидерландия и до Аугсбург, където се обябвява „Аугсбургския Интерим“. От 1552 г. Александер II служи в множество походи във Франция, Белгия и Унгария. През 1555 г. той е обратно в Брюксел, когато е абдикацията на Карл V.
През 1563 г. Александер II прави поклонение в Светите земи. Той и братовчед му Филип фон Папенхайм строят отново изгорелият през 1572 г. Колегиатския манастир в Грьоненбах. През 1589 г. Александер купува един орган за манастирската църква Св. Филип и Якоб в Грьоненбах. От 1590 г. Александер II има сениората на фамилията Папенхайм. Със смъртта му през 1612 г. тази роля поема братовчед му Филип фон Папенхайм. На 31 януари 1595 г. той купува дворец Хецлинсхофен в Швабия от благородниците фон Щебенхаберн. През 1598 г. Александер участва в похода против турците, за да се завладее крепостта Гран.
Епитафът на Александер фон Папенхайм се намира в манастирската църква Св. Филип и Якоб в Бад Грьоненбах. и има следният надпис:
D. ALEXANDER,
S.R.I. Marscal. Hered. vetustiss. ejus Gentis, Dominus Bappenheim. Gronenbach & Hezlinshoviæ. Generosis & Illustribus ortus Natalibus Maji XVII. an. M D XXX. In Schola Campidonensi primis doctrinæ positis fundamentis an. XXXVIII. & seqq. studiis porro Friburgi, Ingolstadii & Lugduni Bataviorum incubuit usque ad A. XLVI. Quo, ut & an. seqq. perlustravit totum Belgium & Galliam. Post in Aula Mariæ Hispaniæ Reg. Sororis Caroli V. Dapifer factus est ao. XLIIX. commoratus in ea fere per quadriennium, Militiæ rudimentis suæ pro Carolo V. adversus Galliarum Regem positis anno LII. Dein ætate maturescente X. aliis Expeditionibus in Belgio, Gallia, Pannonia, TRIBVNVS & Dux strenuus & solertissimus interfuit;
Auspiciis
Carol. V. Ferdinand. Maximilian. II. & Rudolphi II. Impp. itemque Philippi II. Reg. Hispan. peragrata quoque X. mensibus Italia, Judæa, Palæstina, Syria, Arabia, anno LXIII. à Rudolpho II. militum Præfectura & Consiliarii honore honestatus est: cui & à multis fuit legationibus & Comitis Imper. German. loco.
Heros vero Illustris & magnanimus, domi forisque clarissimus: Cujus divinam memoriam, judicium, virtutemque cuncti stupuere:
Laborum patientissimus, veritatis amantissimus, simulationis, dissmulationisque osor acerrimus, rarum antiquæ virtutis & fidei fuit Exemplum.
Annum agens LXXXII. ex nullo, nisi senectutis & oculorum imbecillitatis morbo, infirmus obiit.
Anno MDCXII.
Eques olim terenæ, nunc autem cœlestis Jeruschalem.
Vir magnus bello, nulli pietate secundus, Exemplum constans prisca virtute, fideque. 
Александер II фон Папенхайм е наследен от дъщеря му Анна и от братовчед му Филип фон Папенхайм, който наследява неговата част в господството Грефентал.

## Фамилия
Александер фон Папенхайм се жени за Маргарета фон Сиргенщайн и има две деца:
- Йоахим фон Папенхайм († 9 януари 1600), няма деца, женен за Мария Магдалена фон Фрайберг, която се омъжва след това (1588) за Георг Зигмунд Льош фон Хилгартсхаузен († 19 април 1615) и за граф Вилхелм Фугер фон Кирхберг-Вайсенхорн (* 16 януари 1585; † 6 април 1659, Залцбург). През 1594 г. той носи на мястото на баща си шверта на император Рудолф II.[10] Неговият епитаф се намира в манастирската църква Св. Филип и Якоб в Бад Грьоненбах.
- Анна фон Папенхайм († 13 септември 1616, Грьоненбах), маршалка на Папенхайм, няма деца, омъжена I. за Хайнрих Филип фон Рехберг († септември 1611), II. за граф Ото Хайнрих Фугер (* 12 януари 1592; † 12 октомври 1644). С нея господството Грьоненбах отива на Фугерите.

- Епитаф за синът му Йоахим фон Папенхайм
- Анна фон Папенхайм